# مقاطعة أرون
مقاطعة أرون هي مقاطعة حكومة محلية في غرب ساسكس في إنجلترا.